# شيغيو كيتامورا
شيغيو كيتامورا هو سياسي ياباني، ولد في 8 نوفمبر 1945 في واجيما في اليابان. حزبياً، نشط في الحزب الليبرالي الديمقراطي الياباني. وقد انتخب عضو مجلس النواب من اليابان عن دائرة Ishikawa 3rd district ‏ وقد انضم خلال فترته النيابية ‏  للكتلة البرلمانية الحزب الليبرالي الديمقراطي الياباني.